# يوم الجمعة الثالث عشر الجزء الثامن
يوم الجمعة الثالث عشر الجزء الثامن: جيسن يستولي على مانهاتن (بالإنجليزية: Friday the 13th Part VIII: Jason Takes Manhattan)‏ هو فيلم رعب تم إنتاجه في الولايات المتحدة وصدر في سنة 1989. من بطولة كيلي هو وكين هودر.

## الميزانية والإيرادات
بلغت تكلفة إنتاج الفيلم حوالي 5 ملايين دولار بينما حقق إيرادات تقدر بـ 14.3 مليون دولار ().

## وصلات خارجية
- يوم الجمعة الثالث عشر الجزء الثامن على موقع IMDb (الإنجليزية)
- يوم الجمعة الثالث عشر الجزء الثامن على موقع ميتاكريتيك (الإنجليزية)
- يوم الجمعة الثالث عشر الجزء الثامن على موقع روتن توميتوز (الإنجليزية)
- يوم الجمعة الثالث عشر الجزء الثامن على موقع نتفليكس (الإنجليزية)
- يوم الجمعة الثالث عشر الجزء الثامن على موقع ألو سيني (الفرنسية)
- يوم الجمعة الثالث عشر الجزء الثامن على موقع Turner Classic Movies (الإنجليزية)
- يوم الجمعة الثالث عشر الجزء الثامن على موقع أول موفي (الإنجليزية)
- يوم الجمعة الثالث عشر الجزء الثامن على موقع بوكس أوفيس موجو (الإنجليزية)
- يوم الجمعة الثالث عشر الجزء الثامن على موقع فيلمافينيتي (الإسبانية)
- يوم الجمعة الثالث عشر الجزء الثامن على موقع قاعدة بيانات الأفلام السويدية (السويدية)